# Stadio General Santander
Lo stadio General Santander è uno stadio della città di Cúcuta, in Colombia, usato prevalentemente per il calcio. Ospita le partite casalinghe del Cúcuta Deportivo e ha una capienza di 42.901 posti. Inaugurato nel 1948, è intitolato a Francisco de Paula Santander.